# Ialova
Ialova (em turco: Yalova) é uma cidade e distrito do noroeste da Turquia, capital da província homónima, que faz parte da região de Mármara. O distrito tem 139 km² de área e em dezembro de 2021 tinha 156 838 habitantes (densidade: 1 128,3 hab./km²), dos quais 135 355 na cidade.
Situada na costa oriental do mar de Mármara, a cidade tinha o nome de Pilas (em grego: Pylai) na Antiguidade.